# Ludwig Dahlberg
Ludwig Erik Sebastian Dahlberg, (Örgryte, Gotemburgo, 17 de octubre de 1978) es un músico sueco (baterista). Es más conocido como uno de los miembros originales de la banda de garage rock The (International) Noise Conspiracy, de la cual se separó en 2013 para posteriormente formar parte del grupo Free Fall.
Desde 2015 también es baterista en la banda francesa Indochine. Además de esto, Dahlberg ha participado como actor en la serie de televisión Upp till kamp, donde interpreta el papel de baterista en la banda Tommy & the Heartbreakers. También ha escrito dos piezas musicales que se incluyen en la serie: "Frisco" y "We Want Cue".

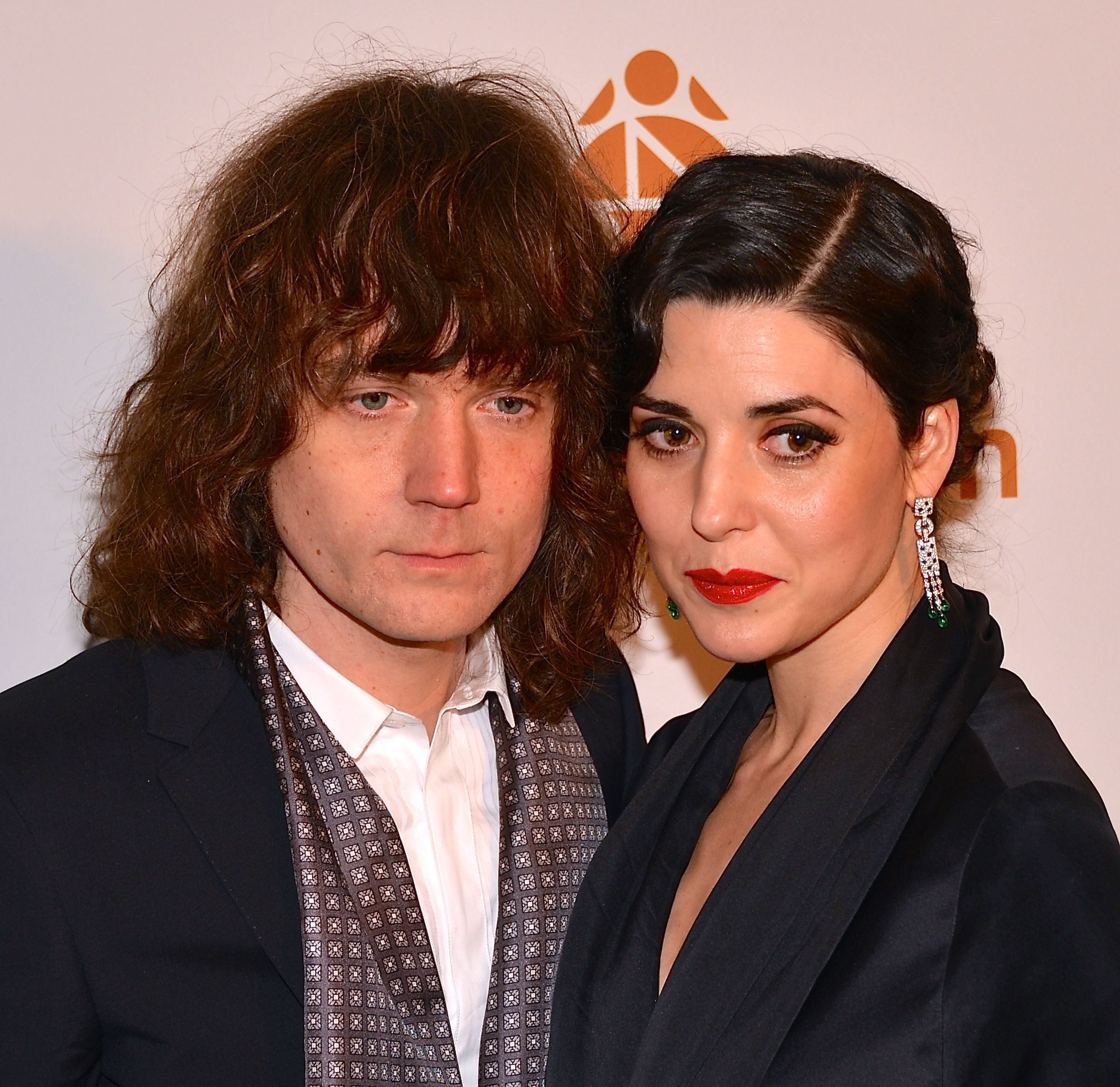
Ludwig Dahlberg y Ruth Vega Fernandez

También participó como baterista en el álbum de Toni Holgersson Ibland kallar jag det kärlek (2010).
Ludwig Dahlberg vive en París con su pareja, la actriz Ruth Vega Fernandez.

## Discografía

### Con la conspiración (internacional) del ruido

#### Álbumes de estudio
- 1999: La primera conspiración
- 2000: Enfermedad de supervivencia
- 2001: Una nueva mañana, un clima cambiante
- 2004: Amor armado
- 2008: La cruz de mi vocación

### Con Indochina

#### Álbumes de estudio
- 2017: 13

### Con Renan Luce

#### Álbumes de estudio
- 2014: Una tonelada para todos los pequeños pesos

### Con tanque cantante

#### Álbumes de estudio
- 2014: Ceremonias

### Bandas sonoras
- 2008: Arriba hasta Kamp
- 2012: prostituta

## Filmografía
- 2007: hasta el campamento
- 2014: Señores
- 2015: Historia de Mona Lisa